# Podișul Boemiei
Podișul Boemiei (în cehă Česká tabule) este o unitate de relief din vestul Cehiei - parte a Patrulaterului Boemiei. Este încadrat de către Munții Pădurea Boemiei la sud-vest, Munții Sudeți la nord-est, Munții Metaliferi la nord-vest și Colinele Ceho-Morave la sud-est.
S-a format în timpul Orogenezei Hercinice. Este traversat de cursul superior al Elbei și de către  afluentul acesteia, Vltava.